# Mark Fistric
Mark Fistric, född 1 juni 1986 i Edmonton, Alberta, är en kanadensisk professionell ishockeyspelare som spelar för det amerikanska ishockeylaget Anaheim Ducks i NHL. Han har tidigare representerat Edmonton Oilers och Dallas Stars.

## Statistik
| 2001-02    | Vancouver Giants | WHL        | 4   | 0 | 1  | 1  | 0   | —  | — | — | —  | —  |
| 2002-03    | Vancouver Giants | WHL        | 63  | 2 | 7  | 9  | 81  | 4  | 0 | 0 | 0  | 8  |
| 2003-04    | Vancouver Giants | WHL        | 72  | 1 | 11 | 12 | 192 | 11 | 0 | 2 | 2  | 10 |
| 2004-05    | Vancouver Giants | WHL        | 15  | 1 | 5  | 6  | 32  | 6  | 1 | 1 | 2  | 16 |
| 2005-06    | Vancouver Giants | WHL        | 60  | 7 | 22 | 29 | 148 | 18 | 1 | 9 | 10 | 30 |
| 2006–07    | Iowa Stars       | AHL        | 80  | 2 | 22 | 24 | 83  | 12 | 0 | 0 | 0  | 16 |
| 2007-08    | Iowa Stars       | AHL        | 30  | 1 | 4  | 5  | 48  | —  | — | — | —  | —  |
| 2007–08    | Dallas Stars     | NHL        | 37  | 0 | 2  | 2  | 24  | 9  | 0 | 0 | 0  | 6  |
| 2008–09    | Manitoba Moose   | AHL        | 35  | 0 | 8  | 8  | 26  | 22 | 2 | 5 | 7  | 26 |
| 2008-09    | Dallas Stars     | NHL        | 36  | 0 | 4  | 4  | 42  | —  | — | — | —  | —  |
| 2009–10    | Dallas Stars     | NHL        | 67  | 1 | 9  | 10 | 69  | —  | — | — | —  | —  |
| 2010-11    | Dallas Stars     | NHL        | 57  | 2 | 3  | 5  | 44  | —  | — | — | —  | —  |
| 2010–11    | Texas Stars      | AHL        | 3   | 0 | 0  | 0  | 2   | —  | — | — | —  | —  |
| 2011-12    | Dallas Stars     | NHL        | 60  | 0 | 2  | 2  | 41  | —  | — | — | —  | —  |
| 2012–13    | Edmonton Oilers  | NHL        | 25  | 0 | 6  | 6  | 32  | —  | — | — | —  | —  |
| 2013–14    | Anaheim Ducks    | NHL        | 34  | 1 | 4  | 5  | 28  | 5  | 0 | 0 | 0  | 6  |
| 2013–14    | Norfolk Admirals | AHL        | 2   | 0 | 0  | 0  | 4   | —  | — | — | —  | —  |
| 2014–15    | Anaheim Ducks    | NHL        | 9   | 0 | 0  | 0  | 4   | —  | — | — | —  | —  |
| 2014–15    | Norfolk Admirals | AHL        | 34  | 1 | 6  | 7  | 84  | —  | — | — | —  | —  |
| NHL totalt | NHL totalt       | NHL totalt | 325 | 4 | 30 | 34 | 284 | 14 | 0 | 0 | 0  | 12 |